# Joan Marimón Padrosa
Joan Marimón Padrosa (El Prat de Llobregat, 1960) es un director, guionista y montador español conocido por el largometraje Pactar con el gato —drama coral ambientado en las azoteas del barrio barcelonés de Gràcia— y por los cortometrajes experimentales Gracia exquisita y 4. Sus obras se han proyectado en festivales como la Biennale du Cinéma Espagnol d’Annecy, donde obtuvo el Prix Démon en 2008.

## Biografía
Nacido en una familia vinculada al cine —su abuelo y su padre explotaron el histórico Cine Capri del Prat—, trabajó allí como proyeccionista durante dos décadas.  
Estudió Historia del arte y completó un curso de guion con Frank Daniel (1989) antes de viajar a Los Ángeles con la beca «Hollywood Media Interchange» (1994).  
Debutó en el largometraje con Pactar con el gato (2007), cinta nominada en diez categorías de los Premis Barcelona de Cinema.  
Compatibiliza la creación con la docencia de montaje y guion en la ESCAC y la Universitat de Barcelona.

## Filmografía

### Como director
- Pactar con el gato (2007) – Largometraje[5]
- Gracia exquisita (2000) – Cortometraje[6]
- 4 (2000) – Cortometraje[7]
- El cas de la núvia dividida (2006) – Telefilme[8]
- In crescendo (2001) – Cortometraje[9]
- El viatger (1998) – Cortometraje[9]
- El enigma Giacomo (2009) – Telefilme[9]

### Como guionista
- Pactar con el gato (2007) – Largometraje[5]
- Gracia exquisita (2000) – Cortometraje[6]
- 4 (2000) – Cortometraje[7]
- El cas de la núvia dividida (2006) – Telefilme[8]
- Un plaer indescriptible (1992) – Largometraje[9]
- Peraustrinia 2004 (1990) – Largometraje animado[9]

### Como montador / asesor de guion
- From Tallinn to Tarifa (doc., 2013) – Codirección con Ashot Shiroian[10]
- Series de TV: Poble Nou (1994), Secrets de família (1995), Rías Baixas (2000), Ventdelplà (2005)[9]

## Premios y reconocimientos
- Prix Démon – Biennale du Cinéma Espagnol d’Annecy (2008) por Pactar con el gato.[1]
- Publicación monográfica *Pactar con el gato* (Octaedro, 2009).[11]